# Laughing Boy
Laughing Boy (bra: Amor Selvagem) é um filme de drama romântico estadunidense de 1934, baseado no livro homônimo de 1929, vencedor do prêmio Prémio Pulitzer.
O longa-metragem foi produzido pela Metro-Goldwyn-Mayer. 

## Elenco
- Ramon Novarro como Laughing Boy
- Lupe Vélez como Slim Girl
- William B. Davidson como George Hartshorne

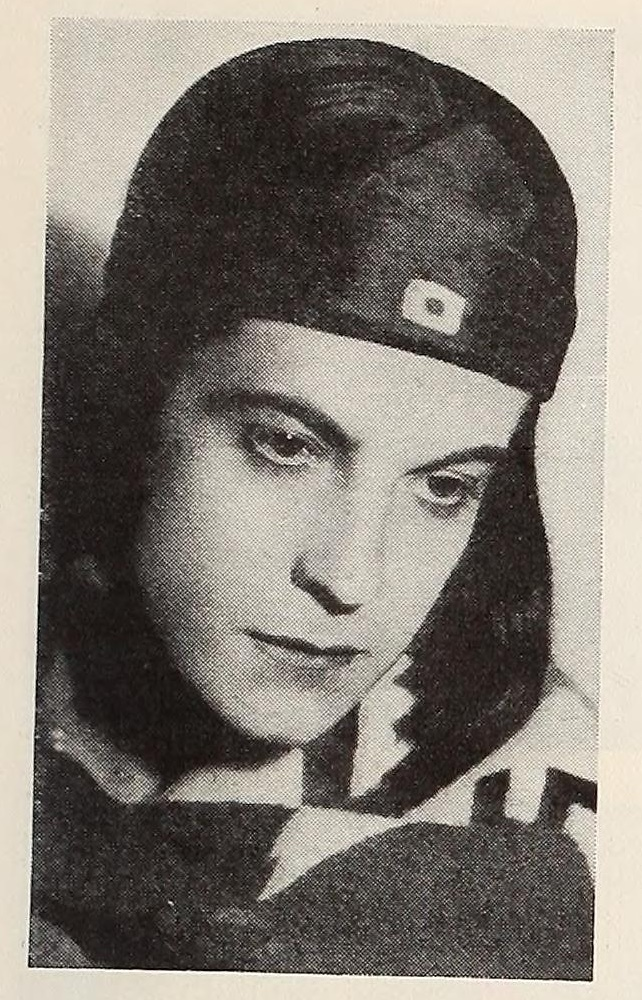
Ramon Novarro em Laughing Boy.

- Harlan Knight como Wounded FaceRamon Novarro em Laughing Boy.

## Enredo
Slim Girl é uma donzela indiana criada por brancos, que a chamam de Lily. Muitos membros da tribo Navajo evitam a Slim Girl, acreditando que ela leva uma vida imprópria, talvez até como prostituta.
Laughing Boy, um ourives, é seduzido por ela. Depois de perder uma corrida de cavalos, ele desafia o rival Red Man para uma luta e vence. Isso impressiona Slim Girl, que expressa seu desejo por ele. Ela retorna ao seu relacionamento íntimo anterior, no entanto, com George Hartshorne, um rico fazendeiro.

Um dia Slim Girl procura Laughing Boy, torna-se seu amante e o convence a se casar com ela. Mas quando ela vai à cidade para vender seus bens de prata, Laughing Boy a segue e a encontra nos braços de Hartshorne. Ele dispara uma flecha em Hartshorne, mas acaba matando Slim Girl.